# کلودیا کلونجر
کلودیا کلونجر (به انگلیسی: Claudia Clevenger) (زادهٔ ۱۹ ژانویهٔ ۱۹۵۵) شناگر اهل ایالات متحده آمریکا است.